# Asplanchnopus hyalinus
Asplanchnopus hyalinus är en hjuldjursart som beskrevs av Harry K. Harring 1913. Asplanchnopus hyalinus ingår i släktet Asplanchnopus och familjen Asplanchnidae. Inga underarter finns listade i Catalogue of Life.